# Robert Charles Wilson
Robert Charles Wilson   (Whittier, 15 de desembre de 1953) és un escriptor canado-estatutidenc de ciència-ficció.

## Vida
Va néixer a Califòrnia, Estats Units, però va créixer a Toronto, Canadà. Ha viscut bona part de la seva vida a Canadà, a part d'una temporada curta a Whittier, Califòrnia als anys 70, i va rebre la ciutadania canadenca el 2007. Ha viscut a Nanaimo, Colúmbia Britànica i a Vancouver.
Viu amb la seva dona i els seus dos fills a Concord, un barri de Vaughan, Ontario, al nord de Toronto.
Ha guanyat, entre d'altres, el Premi Hugo a la Millor Novel·la amb Spin, el premi John W. Campbell Memorial per The Chronoliths, el premi Theodore Sturgeon Memorial amb la novel·la curta The Cartesian Theater, tres cops el premi Aurora (Blind Lake, Darwinia i The Perseids), i el premi Philip K. Dick per la novel·la Mysterium.

## Obra

### Ficció
- A Hidden Place (1986)
  - Nomenada al premi Philip K. Dick Award a millor novel·la, 1986
- Memory Wire (1987)
- Nómadas (Gypsies) (1988)
- The Divide (1990)
- A Bridge of Years (1991)
  - Nomenada al premi Philip K. Dick Award a millor novel·la, 1991
- The Harvest (1992)
- Mysterium (1994)
  - Guanyadora del premi Philip K. Dick Award a millor novel·la, 1994.
- Darwinia / Darwinia (1998)
  - Nomenada al premi Hugo i Locus per millor novel·la, 1999.
- Bios (1999)
- The Chronoliths (2001)
  - Guanyadora del premi Campbell, nomenada al premi Hugo i Locus a la millor novel·la, 2001.
- Blind Lake (2003)
  - Nomenada al premi Hugo a la millor novel·la, 2004.
- Sèrie Spin
  - Spin (2005)
    - Guanyadora el premi Hugo a la millor novel·la, nomenada als premis Cambpell i Locus, 2006.

  - Axis (2007)
    - Nomenada al premi John W. Campbell, 2008.

  - Vortex (2011)
    - Seqüela de les dues anteriors, 2011
- Julian Comstock: A Story of 22nd-Century America (2009)
  - Nomenada al premi Hugo a la millor novel·la, 2010.
- Burning Paradise (2013)
- The Affinities (2015)
- Last Year (2016)

### No ficció
- West, Michelle (Jun 2000). "[Review of 'Bios']". Musing on Books. F&SF. 98 (6): 41–46.